# Colligis-Crandelain
Colligis-Crandelain település Franciaországban, Aisne megyében. Lakosainak száma 212 fő (2022. január 1.). Colligis-Crandelain Braye-en-Laonnois, Chevregny, Lierval, Monthenault, Pancy-Courtecon és Trucy községekkel határos.

## Népesség
A település népességének változása:
| Lakosok száma | 133  | 145  | 152  | 148  | 201  | 233  | 248  | 229  | 219  | 212  |
|               | 1968 | 1982 | 1990 | 2006 | 2013 | 2015 | 2017 | 2019 | 2020 | 2022 |